# Fernmeldeturm Pääskyvuori
Der Fernmeldeturm Pääskyvuori (finnisch Pääskyvuoren linkkitorni, schwedisch Svalberga länktorn) ist ein 134,6 Meter hoher Fernmeldeturm in der finnischen Stadt Turku. Der Turm ist für öffentlichen Publikumsverkehr nicht zugänglich. Eigentümerin des Sendeturms ist Telia Towers Finland Oy, eine finnische Tochtergesellschaft des schwedischen Kommunikationsunternehmens Telia Company.

## Geschichte
Die Bauarbeiten am Fernmeldeturm Pääskyvuori begannen im Oktober 1963 und wurden im Mai 1964 abgeschlossen. Der Turm wurde für die finnische Post- und Telegrafengesellschaft (bis 1981: Posti- ja lennätinlaitos / Post- och televerket) erbaut, um in- und ausländische Telefongespräche zu übertragen. Zusätzlich dient er zur Übertragung von Fernsehprogrammen. Der erhöhte Standort wurde gewählt, weil er topographisch günstig liegt und kein so hohes Bauwerk für diese Zwecke erfordert. Das Grundstück befand sich zudem im Besitz des Staates.
In den 1960er Jahren bestand zwischen dem Weißen Haus in den USA und dem sowjetischen Kreml der sogenannte Heiße Draht, eine Fernschreib-Standleitung von Washington über ein Transatlantikkabel nach London und von dort über Kopenhagen, Stockholm, Helsinki nach Moskau. Sie wurde nach der Kubakrise zwischen den beiden Staatschefs John F. Kennedy und Nikita Chruschtschow installiert. Die Standleitung soll über den Sendeturm von Pääskyvuori geführt haben. Gegen Ende der 1980er Jahre wurde diese Leitung wieder abgebaut.
Obwohl der Turm nach einem Zustandsbericht aus dem Jahr 2019 baulich in einem guten Zustand ist, hat die Eigentumsgesellschaft Telia Towers Finland Oy mitgeteilt, dass sie keine Verwendung für den Turm mehr habe. Ein Abriss würde allerdings rund 1 bis 2 Millionen Euro kosten. Ein Geschäftsmann erklärte im August 2019, den Turm kaufen zu wollen, um ihn beispielsweise mit einem Café für die Öffentlichkeit zugänglich zu machen. Das Fehlen eines Aufzugs im Turm verhindert jedoch diese Nutzung.

## Beschreibung

### Lage
Der Sendeturm steht in einem Waldgebiet auf dem namensgebenden Hügel Pääskyvuori (deutsch: Schwalbenberg) im gleichnamigen Bezirk Pääskyvuori (Svalberga) der Stadt Turku (Åbo) auf einer Höhe von 43 Meter über dem Meer. Damit ist der Turm weit sichtbar im Stadtgebiet und der Umgebung. Südlich des Sendeturms befindet sich ein ehemaliges Kasernengebiet.

### Bauwerk
Der Sendeturm besteht aus einem 101 Meter hohen Turmschaft mit fünf auskragenden, nach oben zur Spitze hin leicht größer werdenden Antennenplattformen. Zwei kleinere Trägerringe für Antenneninstallationen dritteln etwa die Gesamtlänge des Betonschaftes. Der Turmfuß verbreitert sich kegelförmig auf einen Durchmesser von 18 Metern. In der Mitte beträgt der Durchmesser 7 Meter. An der Spitze beträgt der Durchmesser mit der obersten Plattform 12 Meter. Die oberste Plattform hat eine umlaufende Reling und beherbergt ein Hebezeug für die Antennenmontage. Der Betonturm wird durch eine rund 33 Meter hohe Gittermastkonstruktion fortgesetzt.

## Sendertabelle
Folgende UKW-Hörfunksender werden vom Fernmeldeturm Pääskyvuori abgestrahlt:
| Frequenz (MHz) | Programm           | RDS PS                     | RDS PI | Regionalisierung | ERP (kW) | Polarisation horizontal (H)/vertikal (V) |
| -------------- | ------------------ | -------------------------- | ------ | ---------------- | -------- | ---------------------------------------- |
| 89,3           | Radio Helsinki     | HELSINKI                   | 6092   | Turku            | 1        | V                                        |
| 90,1           | Radio Patmos       | _PATMOS_                   | 628E   | Turku            | 0,2      | V                                        |
| 91,5           | Radio Robin Hood   | Radio___ Robin___ Hood____ | 60C1   | Turku            | 3        | V                                        |
| 99,0           | Ysäri              | YSARI                      | 62B2   | Turku            | 1        | V                                        |
| 101,0          | Aito Iskelmä       | AITO_ISK                   | 6357   | Turku            | 1        | V                                        |
| 103,4          | Radio SuomiPOP     | SUOMIPOP                   | 6460   | Turku            | 3        | V                                        |
| 104,6          | NRJ Energy         | NRJ                        | 6340   | Turku            | 2        | V                                        |
| 105,5          | Radio City (Turku) | CITY                       | 62AC   | Turku            | 1        | V                                        |
| 107,3          | Radio Dei          | RADIODEI                   | 6266   | Turku            | 1        | V                                        |

Fernsehprogramme im Raum Turku werden vom 320 Meter hohen Sendemast auf der Insel Kuusisto abgestrahlt, der südlich von Turku steht.